# Pierre Huard
Pour les articles homonymes, voir Huard et Pierre Huard (critique de bande dessinée).
Pierre Alphonse Huard (1901-1983) est un médecin (chirurgien et anatomiste), historien de la médecine et anthropologue français, longtemps en poste en Indochine, doyen de plusieurs facultés de médecine (Hanoï, Paris), recteur de l'université de Cocody, pionnier de l'histoire de la médecine.

## Biographie
Pierre Huard, né le 16 octobre 1901 à Bastia, où était affecté son père directeur des douanes (originaire de Lorraine), et mort le 28 avril 1983  à Paris, est reçu au P.C.N. à Nantes, fait des études à l'École de santé navale (Brest puis Bordeaux) avant d'être affecté en Syrie, puis en Indochine. 
Il revient en France en 1936 pour passer l'agrégation de médecine (section anatomie), mais retourne aussitôt à l'hôpital et à l'école de médecine d'Hanoï. Après la Guerre, il est nommé doyen de la Faculté de médecine d'Hanoï. Durant la Guerre d'Indochine, il est délégué du Haut-Commandement français et de la Croix-Rouge après la Bataille de Diên Biên Phu (1954) pour le rapatriement des soldats français blessés. 
Il devient en 1957 médecin général des troupes de marine, nommé professeur à la Faculté de médecine de Rennes (1955-1963) puis de Paris (1967-1973). De 1964 à 1966, il est recteur de l'université d'Abidjan, puis directeur d'études à l'École pratique des hautes études (1966-1973). Il est de 1970 à 1979 directeur (doyen) de l'U.E.R. de médecine des Saints-Pères de l'Université René-Descartes.
Il est fondateur du Centre européen d'histoire de la médecine au sein de l'Université Louis-Pasteur de Strasbourg et de l'Institut d'histoire de la médecine et de la pharmacie de l'Université René-Descartes (1977). Il a été président de la Société française d'histoire de la médecine. Il était membre de la Société d'anthropologie de Paris.

## Distinctions
- Croix de guerre 1939-1945
- Commandeur de la Légion d'honneur

### Œuvre de Pierre Huard
Les publications de Pierre Huard, outre celles ayant un caractère purement médical (chirurgie et médecine tropicale), concernent essentiellement l'histoire de la médecine, de la chirurgie et des sciences de la vie, l'histoire des sciences au Viêt Nam, la médecine chinoise et japonaise (avec Ming Wong et  Zensetsou Ohya), l'histoire de l'anatomie et de la chirurgie (avec Mirko Grmek). Il a publié une trentaine de livres et près de 1 000 articles.
Liste des ouvrages consacrés à la médecine asiatique ici

### Articles sur Pierre Huard
- Pierre Huard (1901-1983). In: Revue d'histoire des sciences. 1983, Tome 36 no 3-4. p. 332-334[7]